# Edward Brooke
Pour les articles homonymes, voir Brooke.
Edward William Brooke III (né le 26 octobre 1919 à Washington D.C., mort le 3 janvier 2015 à Coral Gables) est un sénateur afro-américain républicain. Il est élu en 1966 sénateur du Massachusetts pour deux mandats, du 3 janvier 1967 au 3 janvier 1979, il est alors le premier Afro-Américain à être élu à cette fonction après une élection populaire,.
À l'annonce de son décès, le président américain Barack Obama déclare que « Ed Brook a été en première ligne dans la bataille pour les droits civiques et l'équité économique ».

## Décorations
- Médaille d'or du Congrès[1]
- Médaille présidentielle de la Liberté
- Bronze Star Medal
- American Campaign Medal
- European-African-Middle Eastern Campaign Medal
- World War II Victory Medal